# Triángulo submandibular
El triángulo submandibular (o triángulo submaxilar o digástrico) corresponde a la región del cuello inmediatamente por debajo del cuerpo de la mandíbula.

## Límites y revestimientos
Esta limitado:
- anteriormente, por el borde inferior del cuerpo del maxilar inferior, y una línea trazada desde el ángulo de las apófisis mastoides;
- a continuación, por el vientre posterior del digástrico; delante, por el vientre anterior del digástrico.

Está cubierta por el tegumento, fascia superficial, musculocutáneo del cuello, y la fascia profunda, ramificándose en él las ramas del nervio facial y filamentos ascendentes del nervio cervical cutáneo.
Su suelo está formado por los músculos Milohideo anteriormente, y por el hiogloso posteriormente.

## Divisiones
Se divide en una anterior y una parte posterior por el ligamento estilomandibular.
Parte anterior 
La parte anterior contiene la glándula submandibular, superficial a la que es la vena facial anterior, mientras incrustada en la glándula es la arteria maxilar externa y sus ramas glandulares.
Debajo de la glándula, en la superficie del milohideo, son la arteria submentoniana y la arteria y el nervio milohioidea.
Parte posterior La parte posterior de este triángulo contiene la arteria carótida externa, ascendente profundamente en la sustancia de la glándula parótida
estos vasos sanguíneos se encuentra aquí, delante, y superficial, la carótida interna, siendo atravesada por el nervio facial, y emite en su curso el auricular posterior, ramas maxilares temporales, e internos superficiales: más profundamente son la carótida interna, la interna vena yugular, y el nervio vago, separado de la carótida externa por el estilogloso y estilofaringeo, y el nervio hipogloso

## Galería

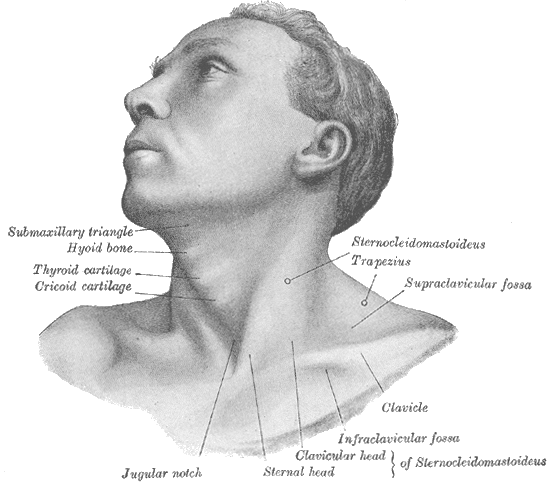
Vista anterolateral de la cabeza y el cuello.
Los triángulos del cuello.

## Resumen de contenidos
A continuación se resumen las estructuras importantes que se encuentran en el triángulo submandibular:
1. La arteria carótida externa e interna
2. La vena yugular interna
3. Los ganglios linfáticos cervicales profundos
4. El nervio vago
5. La glándula submandibular
6. Los ganglios linfáticos submandibulares
7. La arteria y la vena facial
8. El nervio hipogloso